# 頭身

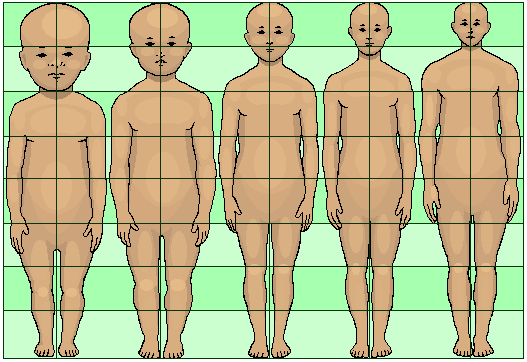
人體比例及頭身隨著成長變遷

四頭身的維基娘

頭身是身高與頭部的比例，幾頭身代表身高為頭高的幾倍。一般真實人類的成人頭身比例大致在六至八頭身之間，侏儒症患者可能只有四至五頭身，某些模特兒可能達到九頭身。但身材好壞和頭身沒有太大關聯，在藝術家眼中，以肚臍為分界，下肢與身高比要接近1：1.618的黃金比例，才是被認為最美的，而羅浮宮所展出的米洛的維納斯被譽為最美的人體雕像。以從下往上的角度或運用廣角鏡頭的攝影手法，能夠在視覺上讓頭身比例變大。

## 創作
在藝術、漫畫、動畫等領域，經常不按照正常頭身比例，創作出一頭身至九頭身不等的作品。當頭身越小，相對頭的比重越高，看起來頭越大。臺灣及中國各地的神像雕刻坐姿多為三至五頭身，而霹靂布袋戲集團則是將木偶改變為六至七頭身，貼近人體比例。
掌握頭身比例是人物設計非常重要的一環，角色必須符合不同年齡的身材比例，否則會顯得突兀不自然。
Q版角色一般在五頭身以下，簡略了部分外觀特徵，強調可愛、討喜的要素，常見於許多布偶、玩具。歐美的簡易卡通畫風頭身更低，如《史奴比》和《加菲貓》介於二至三頭身。特殊的例子像是美國動畫《飛天小女警》本來為二頭身，日本改編後的《飛天小女警Z》變成了四頭身。大部分的萌畫都是Q版角色。
日本的電腦軟體倫理機構在2005年4月做出規定，限制蘿莉系十八禁遊戲作品的角色外觀不可在五頭身以下。
二頭身與一頭身的比例較為特別。二頭身在日本稱為SD（超級變形之意），SD GUNDAM系列將GUNDAM機器人設計成二頭身角色模型，人物誇張地縮成一顆大頭和胖嘟嘟的身軀，多樣化的造型擴展了作品的可能性。許多作品會將角色畫成二頭身，像是在電子遊戲中戰鬥時等的操作角色，搞笑、諷刺漫畫等─例如哆啦A夢就是二頭身。或是當成吉祥物使用在文具、毛絨玩具、螢幕保護裝置、手機吊飾、交換卡片等用途。
一頭身可能像史萊姆只有一個身體，或是如卡比有簡單的四肢。更複雜的一頭身甚至會加上頭飾或各種配件，例如《魔動王》的機器人在展開成人型前為一顆大頭，在《魔神英雄傳》則是一顆大頭搭配誇張的四肢。而在美國漫畫中某些智囊型角色被描述成大頭加四肢（大部分屬於反派），或者甚至本身是大腦，例如《忍者龜》的克朗。